# Preslava
Petiya Koleva Ivanova, connue sous le nom de Preslava (Преслава) est une chanteuse de tchalga bulgare (pop-folk Bulgare) parmi les plus populaires. Elle est née le 26 juin 1984 à Dobritch, Bulgarie.

## Albums
(2004) Preslava
Hits: Njmas Syrce, Mrazja Te, Mili Moj.
(2005) Djavolsko Zhelanie
Hits: Djavolsko zhelanie, Zavinagi Tvoja, Finalni Dumi.
(2006) Intriga
Hits: I Kogato Symne, Lyzha e, Predaj Se Na Zhelanieto.
(2007) Ne Sym Angel
Hits: Myzh Na Horizonta, Mojat Nov Ljubovnik, Predaj Se Na Zhelanieto II.
(2009) Pazi se ot priatelki
Hits: Chervena Tochka, Silnite Muje, Zle Razpredeleni.
(2011 - 2012) Kak Ti Stoi
Hits : Ot men pitieto, Kato za final, Kak ti stoi.
(2013) Kaji mi kato muj na muj
(2014) Pie mi se 2
(2015) Kuv sum qk
(2016) Lyato 2016
(2023) Ubiec po pijama